# Янко-музыкант (фильм)
«Янко-музыкант» (пол. Janko Muzykant ) — польский художественный фильм 1930 года, снятый режиссёром Рышардом Ордынским по мотивам рассказа Генрика Сенкевича.
Премьера фильма состоялась 8 ноября 1930 года.

## Сюжет
В отличие от литературного прототипа, главный герой не умирает в молодом возрасте, а попадает в исправительный дом, из которого сбегает в Варшаву, где становится уличным музыкантом. В столице его друзьями становятся беспризорники Флорек и Лопек. Со временем Янко становится популярным и известным в музыкальной среде, и наконец, ему предлагают серьезную работу. Повзрослев, Янко влюбляется в артистку кабаре Еву, в которую также влюблён молодой помещик Заруба. Чтобы избавиться от соперника, Заруба разоблачает Янека. Задержанный по подозрению в совершении преступления при побеге из исправительного дома, он предстает перед судом. Благодаря показаниям бывших товарищей его оправдывают, но на этом всё не заканчивается…

## В ролях
- Стефан Рогульский — Янко-музыкант в детстве
- Конти, Витольд — Янко-музыкант
- Мария Малицкая — Ева Корецкая, певица
- Адольф Дымша — Флорек
- Казимеж Круковский — Лопек
- Веслав Гавликовский — профессор музыки
- Александр Жабчинский — Заруба
- Текла Трапшо — мать Янека
- Антони Беднарчик — эконом
- Михал Галич — друг Янека по исправительному дому
- Станислав Селяньский — официант кабаре
- Зыгмунт Хмелевский — владелец кабаре
- Витольд Кунцевич — эпизод
- Ежи Роланд
- Ежи Климашевский
- Янина Козловская — танцовщица
- Казимеж Яроцкий
- Юзеф Климашевский